# Ulica Zielna w Warszawie

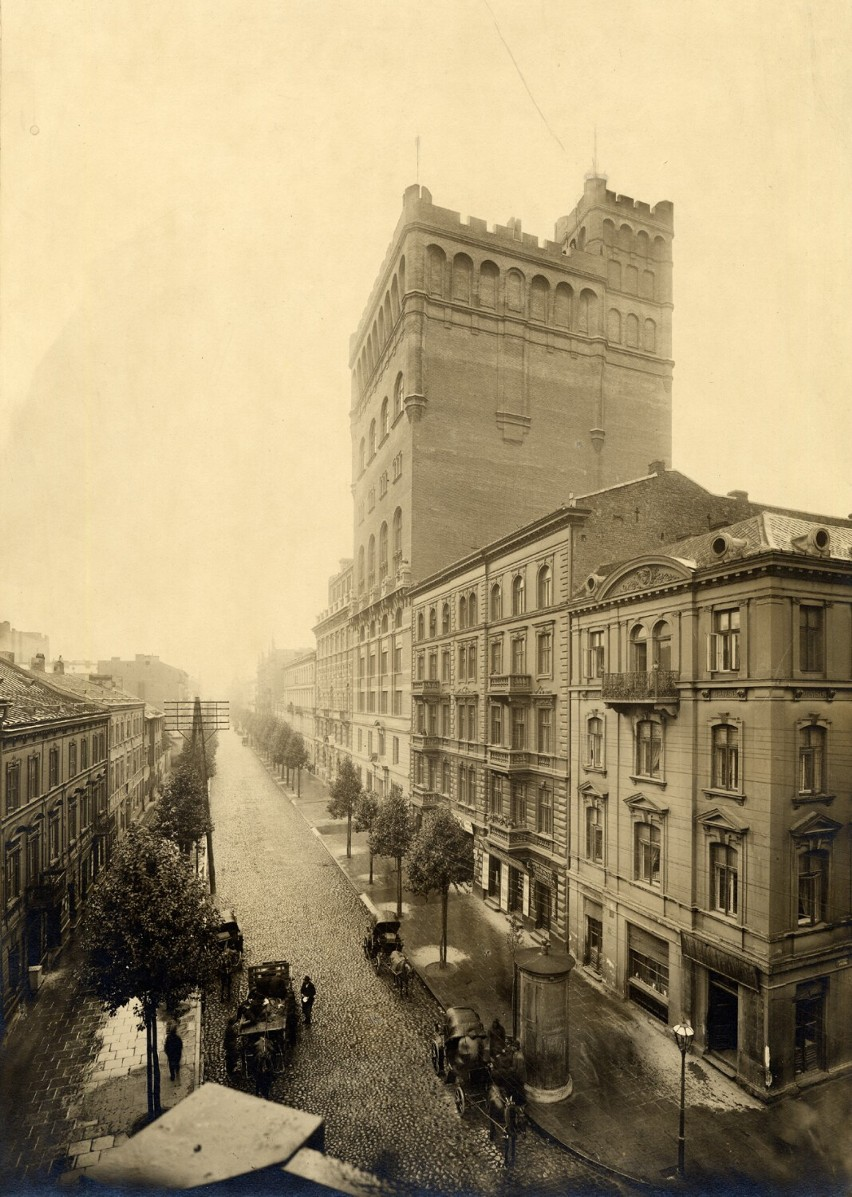
Ulica Zielna przy ulicy Próżnej (widok w kierunku południowym) ok. 1910 roku

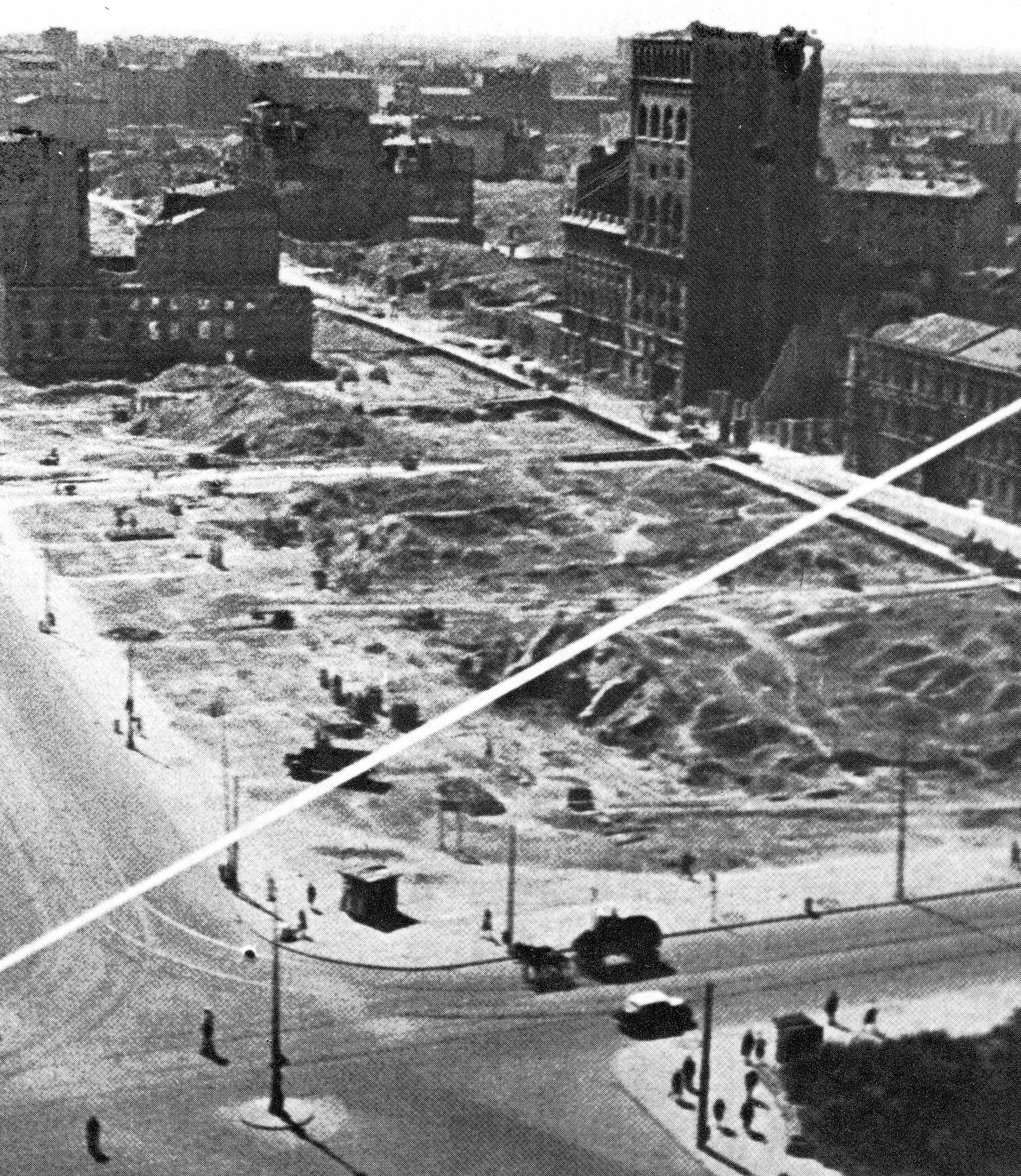
Zniszczona zabudowa północnego odcinka ulicy (po prawej) w 1946 roku, widok znad skrzyżowania ulic Marszałkowskiej i Królewskiej

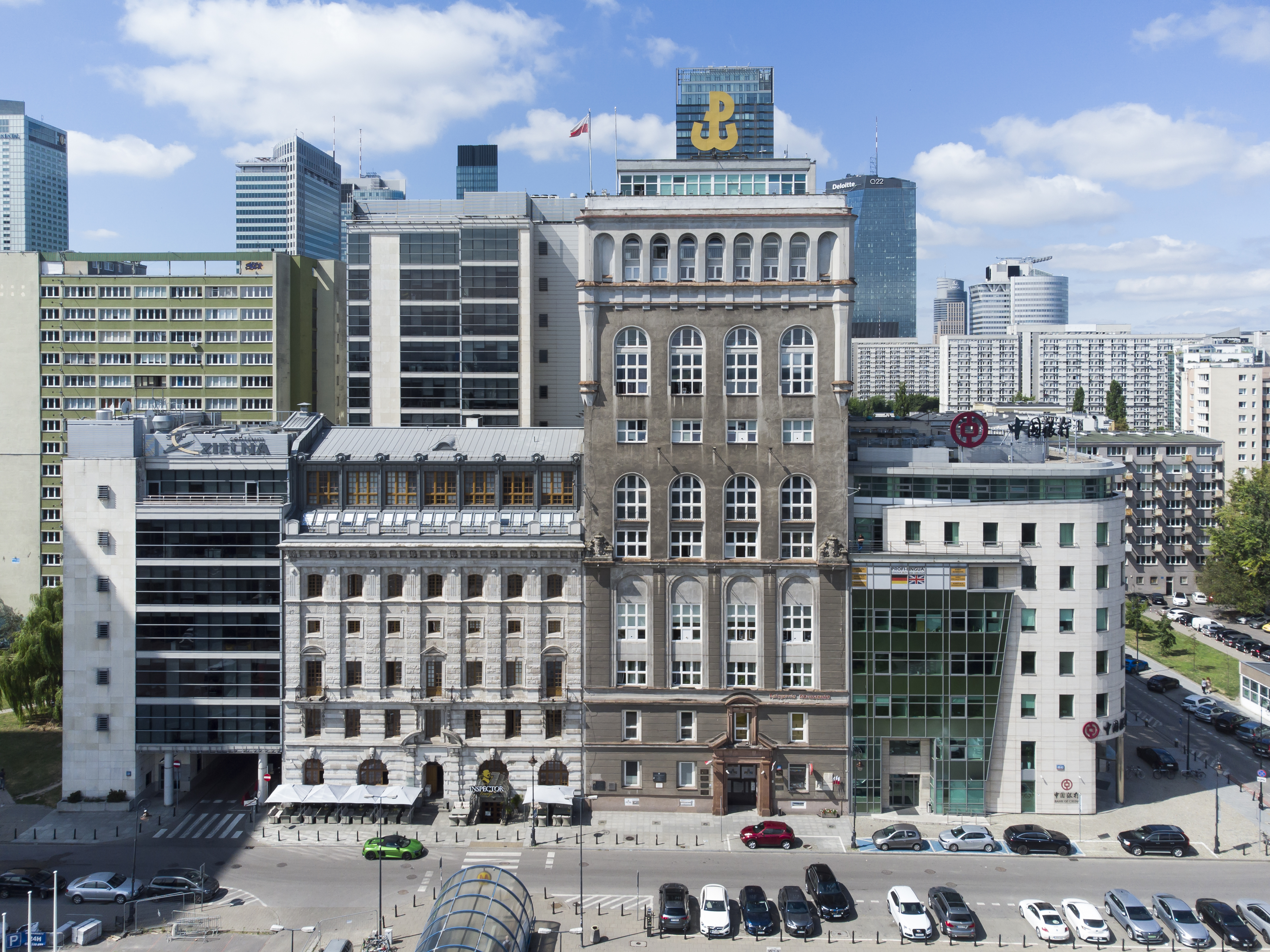
Zabudowa ulicy między ulicami Bagno i Próżną w 2024 roku. Od lewej: kompleks Centrum Zielna (nowy biurowiec i pierwszy budynek PAST-y), drugi budynek PAST-y i biurowiec Zielna Point

Ulica Zielna – ulica w dzielnicy Śródmieście w Warszawie.

## Opis
Późniejsza ulica Zielna była pierwotnie jedną z ulic wytyczonych na terenie utworzonej w 1757 roku jurydyki Bielino. Została przeprowadzona od ulicy Próżnej (wyznaczającej północną granicę Bielina i nazywanej w tamtym czasie ulicą Ogrodową) na południe. Przy ulicy (pod numerem 23) znajdował się ratusz jurydyki. Około 1770 roku ulica została przedłużona do ulicy Chmielnej.
Ulica biegła wśród ogrodów, stąd oficjalnie nadana w 1770 roku nazwa ulica Zielna i funkcjonująca nazwa oboczna − ulica Zielona. W tym czasie była zabudowana 5 domami murowanymi i 23 drewnianymi. Działały tam również destylarnia i kuźnia.
W latach 20. XIX wieku na posesji Fiszela Machonbauma (numery 29 i 31) wzniesiono drewnianą synagogę. Po raz ostatni została wymieniona w spisie synagog z 1869 roku, a na posesji, na której się znajdowała, powstały dwie kamienice.
W latach 50. i 60. XIX ulica została zabudowana kamienicami. Krótko po 1870 roku została przebita od ulicy Próżnej do ulicy Królewskiej. Ten, początkowo prywatny (przejęty później przez miasto), odcinek ulicy nosił nazwę ulicy Nowo−Zielnej. W latach 1874–1875 obie jego strony również zostały zabudowane.
W 1874 roku w wyniku wielkiego pożaru, który wybuchł w rejonie ulic Chmielnej, Złotej i Siennej, spłonął kwartał drewnianej zabudowy znajdującej się między ulicami Wielką i Zielną.
W 1904 roku pod numerem 37 oddano do użytku budynek Towarzystwa Akcyjnego Telefonów „Cedergren” z nowoczesną centralą telefoniczną opartą na technologii Larsa M. Ericssona. W związku z szybkim rozwojem sieci telefonicznej w Warszawie na sąsiedniej działce (nr 39) w 1910 roku przedsiębiorstwo zakończyło budowę pierwszego w Warszawie wysokościowca, w którym umieszczono rozbudowaną centralę. Po utworzeniu w 1922 roku Polskiej Akcyjnej Spółki Telefonicznej (PAST), do której wniesiono aktywa „Cedergrenu”, oba budynki zaczęły być nazywane PAST-ą.
W okresie międzywojennym przy ulicy działały dwie prywatne żeńskie szkoły średnie: Gimnazjum Żeńskie im. Leonii Rudzkiej (nr 13) i Gimnazjum Żeńskie Leona Okręta i Antoniego Paprockiego (nr 27). W 1929 roku z gmachu Towarzystwa Kredytowego Ziemskiego przy ulicy Kredytowej 1 do zaadaptowanego budynku Związku Pracowników Handlowych i Biurowych (nr 25) przeniesiono siedzibę Polskiego Radia. Mieszczący m.in. pięć studiów radiowych, bibliotekę muzyczną i aplifikatornię budynek pełnił funkcję stołecznej rozgłośni do kapitulacji miasta w 1939 roku.
Zabudowa ulicy ucierpiała w wyniku niemieckich bombardowań podczas obrony Warszawy we wrześniu 1939 roku, m.in. spalone zostały budynki znajdujące się między ulicami Zielną, Królewską, Marszałkowską i Próżną.
Od listopada 1940 roku do marca 1941 roku na tyłach posesji po nieparzystej (zachodniej) stronie ulicy biegła granica warszawskiego getta. W dzielnicy zamkniętej znalazły się również budynki w południowo-zachodnim narożniku ulic Zielnej i Próżnej. W marcu 1941 roku na rozkaz Niemców granica getta została przesunięta na środek ulicy Bagno.
5 czerwca 1944 roku na ulicy doszło do potyczki między grupą bojową z kompanii „Czwartaków” Gwardii Ludowej, podążającą na akcję w kierunku ulicy Elektoralnej, a grupą żandarmów i żołnierzy niemieckich.
Północny odcinek ulicy był terenem zaciętych walk w czasie powstania warszawskiego. 1 sierpnia 1944 roku powstańcy z batalionu „Kiliński” podjęli pierwszą, nieudaną próbę zdobycia PAST-y, będącej ważnym węzłem łączności niemieckiej na zapleczu frontu wschodniego. Ataki ponawiano m.in. 3, 4, 5 i 6 sierpnia. Ulicę przegrodziło kilka powstańczych barykad, m.in. przy ulicach Próżnej, Siennej i Złotej. Były one niszczone przez niemieckie czołgi dostarczające do 13 sierpnia załodze PAST-y broń, amunicję, żywność i medykamenty. Pomimo zaciekłej obrony powstańcy zdobyli budynek 20 sierpnia 1944 roku i utrzymali go do kapitulacji powstania.
W czasie i po powstaniu zabudowa ulicy została prawie całkowicie zniszczona przez Niemców. W 1948 roku wzdłuż ulicy wybudowano tor kolejowy i rozpoczęto wywożenie gruzu z tej części miasta.
W 1952 roku w związku z budową Pałacu Kultury i Nauki zlikwidowano odcinek ulicy na południe od ulicy Świętokrzyskiej, rozbierając wszystkie relikty przedwojennej zabudowy. W jego miejscu powstały plac Defilad i park Świętokrzyski, a w 1955 roku na dawnym skrzyżowaniu z ulicą Chmielną wmurowano tablicę pamiątkową z napisem Tu było skrzyżowanie ulic Chmielnej i Zielnej. Wlot zachowanego północnego odcinka w ulicę Świętokrzyską odcięto chodnikiem, co ograniczyło na ulicy Zielnej ruch kołowy. Z przedwojennej, zwartej obustronnej zabudowy zachowano kompleks PAST-y i pałac Janaszów (w 1965 roku wpisane do rejestru zabytków).
W latach 50. po parzystej (wschodniej) stronie ulicy, frontem do ulicy Marszałkowskiej, wzniesiono dwa rzędy parterowych pawilonów handlowych. Część z nich została rozebrana pod koniec lat 90. w związku z budową stacji metra Świętokrzyska (kolidowały z północnym wejściem na stację). Ostatni pawilon został zburzony w 2019 roku.
W latach 1962–1967 między placem Grzybowskim i ulicami: Królewską, Zielną oraz Świętokrzyską zbudowano osiedle Grzybów.
W 1998 roku przy skrzyżowaniu z ulicą Próżną oddano do użytku biurowiec Zielna Point, a w 2005 roku ukończono budowę kompleksu biurowego Centrum Zielna, składającego się z trzech budynków. Jednym z nich był pierwszy budynek PAST-y (nr 37), w którym odtworzono zniszczoną w czasie II wojny światowej najwyższą kondygnację. W podcieniu parteru przylegającego do niego nowego biurowca ujęto wylot ulicy Bagno. W tym samym roku skwerowi u zbiegu ulic Zielnej i Świętokrzyskiej nadano imię mjra Bolesława Kontryma „Żmudzina”.

## Ważniejsze obiekty
- Pałac Janaszów
- Osiedle Grzybów
- PASTA
- Stacja metra Świętokrzyska
- Biurowiec Central Point
- Biurowiec Wolf Zielna